# گروه مالی بی‌سی‌اس
گروه مالی بی‌سی‌اس (روسی: Компания БКС) و (انگلیسی: BCS Financial Group) یک شرکت خدمات مالی روسی است. این شرکت در سال ۱۹۹۵ تأسیس شد.
این گروه توسط اولگ میخاشنکو در نووسیبیرسک تأسیس شد و در ابتدا به عنوان کارگزاری سرویس اعتباری شناخته می‌شد. در ابتدای فعالیت خود و در اواسط دهه ۲۰۰۰ با تمرکز بر فعالیت‌های بانکداری خرد شروع به رقابت با کارگزاری‌های مستقر در مسکو کرد. تا سال ۲۰۱۳، این گروه بزرگترین معامله‌گر سهام و مشتقات در بورس مسکو بود. بی‌سی‌اس اولین شبکه معاملاتی غیرشفاف روسیه را راه‌اندازی کرد.
در سال ۲۰۱۳ این گروه عملیات بازارهای نوظهور خود را از قبرس به لندن منتقل کرد. گروه مالی بی‌سی‌اس در سال ۲۰۱۶ توانست رتبه‌سنجی اعتباری بلندمدت B را از استاندارد اند پورز دریافت کند.